# Assur-rabi II
Assur-rabi II (fl. XI-X secolo a.C.) regnò per 41 anni sugli Assiri, diventando uno dei re più longevi. Era il figlio minore di Assurnasirpal I. Divenne re nel 1012 a.C., alla morte del nipote Assur-nirari IV, e regnò fino al 972 a.C., quando gli succedette il figlio Assur-resh-ishi II.